# Гава
Гава (шп. Gavá) град је у Шпанији у аутономној заједници Каталонија у покрајини Барселона. Према процени из 2017. у граду је живело 46 266 становника.

## Становништво
Према процени, у граду је 2017. живело 46 266 становника.
| 1970.  | 1981.  | 1990.  | 2000.  | 2007.  | 2017.  |
| ------ | ------ | ------ | ------ | ------ | ------ |
| 24.213 | 33.456 | 35.990 | 39.220 | 44.678 | 46.266 |

## Партнерски градови
- Olocau